# Конгрес національних громад України
«Конгре́с Націона́льних Грома́д Украї́́ни» — всеукраїнська неурядова громадська організація. Створена у 2002 році.
Об'єднує національні громади України — румунську, польську, литовську, естонську, молдавську, болгарську, німецьку, татарську, циганську, вірменську, угорську, єврейську. З Конгресом постійно співпрацюють громадські організації кримських татар, греків, росіян.

## Керівний склад

### Співпрезиденти
- Станіслав Костецький — голова Спілки поляків України
- Георгій Мозер — Голова Союзу німців України.

### Виконавчий віце-президент
- Йосиф Зісельс — голова Асоціації єврейських організацій і общин України.

## Напрямки діяльності
Конгрес видає газету «Форум націй», що виходить українською мовою і розповсюджується по всій території України (веб-сайт не оновлювався з 2019 року).
Конгрес проводить активну роботу щодо інтеґрації національних меншин України в українське суспільство, організує конференції, круглі столи з проблем національних меншин, міжнаціонального спілкування, національної освіти, виховання толерантності. Проводиться моніторинг міжнаціональних, міжконфесійних відносин, стану толерантності у суспільстві.
Серед найважливіших проєктів: проєкт з виховання толерантності підлітків «Простір толерантності», який включає дитячий табір «Джерела толерантності» та підліткові клуби толерантності у Києві, Маріуполі, Сімферополі, Львові, Харкові та Кишиневі (Молдова).